# Transformación digital
La transformación digital es el cambio asociado con la aplicación de tecnologías digitales en todos los aspectos de la sociedad humana.
La transformación digital puede ser considerada como la tercera etapa o tercera fase de la adopción de las tecnologías digitales (la competencia digital → el uso digital → la transformación digital), junto con la mejora de la capacidad de uso y de aplicación que se logra a través  de la alfabetización digital. La etapa de transformación implica que los usos digitales permiten inherentemente nuevos tipos de innovación y creatividad en un ámbito particular, más que sencilla y únicamente mejorar y apoyar los métodos tradicionales. En un sentido más estrecho, "la transformación digital" puede referir al concepto de "eliminar el papel" y afecta tanto a empresas individuales como a segmentos enteros de la sociedad, como gobierno, comunicaciones globales, arte, medicina, y ciencia, podemos hablar de la transformación digital como un avance a la mejora continua de un proceso en particular mediante el uso de la tecnología.
En la actualidad hay Ingenierías o Licenciaturas que hace 15 o 20 años no existían, debido a la transformación y a la necesidad de nuestros tiempos, nos encontramos en una era digital donde la forma de comunicación es muy diversa como las redes sociales además que a cada instante tienden a actualizarse con más herramientas para los usuarios que día a día así lo demandan. 
La digitalización ofrece demasiadas oportunidades de crecimiento en todos los ámbitos, sectores, regiones y cualquier tipo de empresa. Este conlleva la mejora de los procesos que aumentan la eficacia y reducen los costos. También se visualiza que en los próximos años, la mitad de los ingresos de las empresas procedan en cualquier actividad digital. Se trata de mucho más que simplemente seguir una nueva tendencia tecnológica. 

## Desarrollo histórico

### Binario
En 1703 Gottfried Wilhelm von Leibniz explicó y concibió el concepto que sería sabido como "digitalización", en su publicación Explication de l'Arithmétique Binaire. Inicialmente desarrollado como un sistema numérico en base-2 , que representa dos valores: ya sea 1 o 0. El sistema luego fue desarrollado y complementado por eruditos como George Boole (1854), Claude Elwood Shannon (1938) y George Stibitz (durante la década de 1940).
En principio, la internet que conocemos hoy fue una idea generalmente acreditada al norteamericano Leonard Kleinrock, ingeniero, científico en computación y profesor de Ciencias de la computación en la UCLA, quien la menciona en su publicación Flujo de información en grandes redes de comunicación, en mayo de 1961.
Esta red se creó en 1969 y se llamó ARPANET. ... El desarrollo de las redes fue abismal, y se crean nuevas redes de libre acceso que más tarde se unen a NSFNET, formando el embrión de lo que hoy conocemos como INTERNET.
El Internet ha revolucionado el mundo. Hoy cumple 40 años y ha alcanzado más de 2,4 billones de usuarios. Ha ido evolucionando el internet desde 1969 que se realizó la primera conexión entre los ordenadores de Standford y UCLA, cuando también nació ARPANET.

### Primeras computadoras digitales
Hoy en día, Stibitz es considerado como uno de muchos pioneros de la computadora digital, a través del desarrollo de la primera computadora electromecánica por medio de su descubrimiento, los relés informáticos automáticos. También, acuñó el término 'digital'. La primera computadora electrónica fue introducida por John Atanasoff en 1939. El proceso de la digitalización se aceleró con el desarrollo de ordenadores personales como el Simon en 1950, Apple II en 1977 y IBM PC en 1981.

### Cambio acelerado
Con la introducción de la World Wide Web, cambiaron fundamentalmente el alcance, la dimensión, la escala, la velocidad, y los efectos de la digitalización, dando lugar a una mayor presión sobre el proceso de transformación de las sociedades.
En 2000, la digitalización empezó a usarse más ampliamente como concepto y argumento para una introducción general en el gobierno de TI, así como un mayor uso de Internet y TI en todos los niveles. Un desarrollo similar comenzó en el clima general empresarial con el fin de aumentar la conciencia sobre el tema y oportunidad. En la UE, por ejemplo, se desarrolló una llamada el Mercado Único Digital, con recomendaciones para las agendas digitales nacionales en la UE, que gradualmente y positivamente deberían contribuir a la futura transformación de la sociedad, con un desarrollo más moderno de comunidades y estructuras; y para crear una base para e-governance y la sociedad de información.

### Impacto
Por lo tanto, el debate sobre la digitalización ha adquirido mayor importancia práctica para asuntos políticos, empresariales y sociales, y está vinculado a temas de trabajo político para el desarrollo comunitario, nuevos cambios en los enfoques empresariales prácticos y oportunidades efectivas para las organizaciones en el desarrollo de procesos operativos y empresariales, con efecto en la eficiencia interna y externa de TI para nombrar unos pocos.

## Desarrollo: Conversión analógica-digital→  Digitalización  →  Transformación Digital
La Conversión analógica-digital es un subproceso de un progreso tecnológico mucho mayor (ver a continuación): conversión analógica-digital (la conversión), digitalización (el proceso) y la transformación digital (el efecto) que aceleran colectivamente el proceso de transformación global y social.
Conforme pasa el tiempo, el Internet fluirá en nuestras vidas como la electricidad según algunos patrones estudiados por expertos en tecnología para el año 2025.
Las predicciones de estos estudios vislumbran que la mayoría de la gente accederá de forma tan sencilla al Internet, que hasta la ropa estará conectada permanentemente a la Web.
El uso de tecnología móvil permitirá disfrutar de una “realidad aumentada” que añadirá información al mundo real. Ya no será necesario estar sentado frente a una pantalla, un teclado y un mouse para que el Internet interactúe con nosotros. La proliferación de sensores inteligentes, cámaras, software, bases de datos, centros de datos, es decir, el tejido que se está creando de información a nivel global es lo que llamamos el Internet de las Cosas, donde todo estará conectado a la Web.
El Internet del Futuro va a permitir introducir nuevas formas de colaboración, va a ofrecer muchas más posibilidades a los investigadores que van a poder disponer de más medios y más datos para sus investigaciones. Las oportunidades que se ofrecen para el futuro son inmensas y en algunos aspectos todavía nos puede sorprender que todos estos cambios estén a la vuelta de la esquina.

### Conversión analógica-digital
En discursos políticos, empresariales, comerciales y en general de los medios de comunicación, la conversión analógica-digital se define como "la conversión de información analógica a forma digital" (es decir, a formato numérico y binario). La Conversión analógica-digital técnicamente implica la representación de señales, imágenes, sonidos y objetos, generando una serie de números, o sea, expresando  como un valor discreto. La mayoría de sectores e industrias en los medios de comunicación, la banca y finanzas, las telecomunicaciones, tecnología sanitaria y la atención de la salud, han sido fuertemente afectados por esta conversión de información.()

### Digitalización
A diferencia de la conversión analógica-digital, la digitalización es el "proceso" real del cambio tecnológicamente inducido dentro de estas industrias. Este proceso ha habilitado mucho de los fenómenos conocidos hoy en día como el Internet de Cosas, Internet Industrial, Industria 4.0, Big data, comunicación de máquina a máquina, Cadena de Bloques, Criptomonedas, etc.
La discusión académica que rodea la digitalización ha sido descrita como problemática ya que no se ha desarrollado previamente una definición clara de los fenómenos. Un error común es que la digitalización significa esencialmente el uso de más TI, con el fin de permitir y habilitar la tecnología digital y los datos. Sin embargo, esta definición temprana ha sido reemplazada en gran medida por la definición del párrafo anterior, ahora vinculada a puntos de vista holísticos sobre los cambios empresariales y sociales, el desarrollo organizacional y empresarial horizontal, así como las TI.

### Transformación digital
Por último, la transformación digital se describe como "el efecto social total y global de la digitalización". La Conversión analógica-digital ha habilitado el proceso de digitalización, que dio lugar a mayores oportunidades para transformar y cambiar los modelos de negocio, las estructuras socioeconómicas, las medidas legales y políticas, los patrones organizacionales, las barreras culturales, etc. existentes hasta el momento. Este es un concepto tomado desde el sector privado que luego fue manejado en la esfera de lo público, principalmente utilizado para referirse a la necesidad de utilizar nuevas tecnologías para mantener la competitividad en la era del internet; etapa en la que los servicios son brindados de manera presencial y en línea.
En lo que respecta a transformación digital del sector público, un término utilizado como sinónimo es el de gobierno electrónico. Aquí, el principal aspecto es hacer que la prestación de servicios sea más accesible y eficiente para los ciudadanos; conllevando a mejoras en los servicios brindados y a mayor eficiencia del Estado. Algunos de los valores que se buscan aumentar con la transformación digital del Estado son la transparencia, equidad, igualdad, justicia, seguridad, confiabilidad y, en general, el respeto al debido proceso.
Por lo tanto, la conversión analógica-digital (la conversión), digitalización (el proceso) y la transformación digital (el efecto) aceleran e iluminan los procesos de cambio en la sociedad, ya existentes y en curso, tanto horizontales como globales. Más allá de la implementación tecnológica o la digitalización de procesos y/o servicios, una Transformación Digital implica un cambio de mentalidad y la creación de una cultura de transformación que empatice con el cambio, y esté dispuesta a aceptarlo.
Con esta transformación digital existe una nueva forma de debatirlos Medios sociales como los protagonistas, estos llegaron a cambiar la forma en la que los individuos se relacionan y actúan como sociedad. Frecuentemente la tecnología y la sociedad se encuentran en un constante cambio, los cuales están encabezados por periodistas ciudadanos, donde ejercen una ciudadanía digital para que estos puedan debatir un conjunto en la red.
Hoy en día, empresas de diferentes naturalezas buscan constantemente procedimientos de transformación digital para aprovechar aspectos clave como la productividad y la eficiencia. La alineación natural entre el negocio y la arquitectura dentro de las grandes tecnologías ha impulsado su transformación y se están introduciendo nuevos enfoques con este propósito, como Data MAPs, que presentan un novedoso paradigma arquitectónico (On-Platform Organisations), entre otros. A medida que las empresas emprenden viajes de transformación digital, la adopción de este tipo de enfoques se vuelve crucial para mantenerse competitivas en un panorama que evoluciona rápidamente.
Esta transformación trae consigo ideas de negocio, innovación tecnológica en las empresas, lo que implica cambios en la forma de operación, cultura organizacional, atención al cliente, reorganización de estrategias, procesos y lo más importante aprovechar lo digital.

### Plataforma de Implementación Digital (PID)
El PID sirve para ayudar a nuevos empleados a aprender a usar la aplicación en el trabajo completando tareas con instrucciones en tiempo real. El PID también puede ser una solución cuando se presenta una aplicación actualizada o consolidada por primera vez. El apoyo automatizado personalizado y contextual proporcionado por PID reduce la necesidad de intervención manual y la dependencia del aprendizaje fuera de línea.
Una institución puede obtener información sobre la eficiencia y eficacia de su ecosistema de aplicaciones, lo que le permite comprender y corregir las debilidades en sus flujos de trabajo. Las empresas pueden identificar los componentes de la aplicación que conducen a un rendimiento del usuario poco eficaz y deficiente, y luego realizar los cambios de configuración necesarios o decidir si es necesaria la capacitación adicional de los empleados. Se ha informado que el uso de PID aumenta la retención de usuarios y las tasas de participación, la adopción de productos y el retorno de la inversión en aplicaciones internas.

### Habilitadores digitales
El proceso de transformación digital requiere más que la tecnología en sí, sino también una serie de factores, como lo son el entorno profesional y la cultura empresarial, que hacen posible la transformación y exitosa adaptación de la industria. Para conseguirlo se hace uso de herramientas digitales y plataformas, que en su conjunto se conocen (sobre todo en la terminología de Industria 4.0 ) como habilitadores digitales (en inglés: digital enablers). Los habilitadores digitales tienen la capacidad de impulsar la transformación digital de la industria, y su definición puede variar según la industria, aunque suele guardar rasgos parecidos.
Según el Instituto Valenciano de Competitividad Empresarial, entre una amplia variedad de habilitadores digitales se ha considerado que sectorialmente son relevantes los siguientes: Hibridación del mundo físico y digital, comunicación y tratamiento de datos, nuevos sistemas de fabricación, y conexión de la empresa con el consumidor.
Las herramientas utilizadas pueden servir para la investigación del mercado, promoción, educación y desarrollo en torno a tecnologías aplicadas acorde al sector y objetivo, como lo son el marketing digital, la ludificación o el blockchain.

### Oportunidades y retos
Al planificar la transformación digital, las organizaciones deben tener en cuenta los cambios culturales que enfrentarán a medida que los trabajadores y líderes de la organización se ajusten a la adopción y dependencia de tecnologías desconocidas. La transformación digital ha creado desafíos y oportunidades únicas en el mercado, ya que las organizaciones deben lidiar con competidores ágiles que aprovechan la baja barrera de entrada que esta tecnología proporciona.
Si bien las empresas conocen la urgencia de fomentar la transformación digital desde el interior, se omiten variables directivas que permitan la continuidad de las estrategias. Estos cambios afectan todos los procesos de la cadena de valor de la organización, así como sus productos, sus canales de venta, estructura organizacional, e incluso sus conceptos de administración. Por esta razón es importante contar con diferentes perspectivas gerenciales que lleven adelante escenarios de proyección empresarial acorde a los objetivos organizacionales.  Incrementar el desarrollo de dispositivos y el uso de tecnologías (incluso ya existentes) en pro del usuario final- es una tarea titánica aún por completar. Cada día los dispositivos pueden medir de manera más precisa a través de inteligencia artificial, geolocalización e incluso realidad aumentada la información de salud de los usuarios. Más redes se crean para mejorar el bienestar y la salud mental (que puede ser un artículo completo aparte) e incluso más y más emprendedores digitales lanzan innovaciones que contribuyen a la salud de millones de personas.
Dependiendo del ámbito de actividad de la empresa u organización, se podrían acometer diferentes tipos de transformación digital. Considerando diferentes ejemplos de transformación digital, llegaríamos a la conclusión que serían diferentes las tecnologías y optimizaciones de procesos que se pudieran proponer para servicios financieros a las más apropiadas para el sector de agricultura, por ejemplo.
Finalmente, es necesaria una transformación digital que al tener un importante componente cultural, involucra cambiar el chip digital no solo de la empresa que lo realiza, sino de la comunidad en sí, comunidad en la que precisamente cada uno de los elementos que se entrelazan para lograr este cambio, deben estar alineados cual planetas en una galaxia, trabajando cual engranajes de un motor de avión, buscando siempre y en todo momento beneficios para cada elemento y por ende para la comunidad.

### Otros estudios
En noviembre de 2011, un estudio de tres años conducido por el MIT Center for Digital Business y Capgemini Consulting concluyó que sólo un tercio de las empresas en todo el mundo tienen un programa propio de transformación digital eficaz.
El estudio definió un "programa de transformación digital eficaz" como aquel que tiene:
- "El Qué": la intensidad de iniciativas digitales dentro de una organización
- "El Cómo": la capacidad de una organización para dominar el cambio transformacional enfocado en entregar resultados del negocio.

Un informe publicado en 2013 por Booz & Company advierte que el impacto de la conversión analógica-digital "no es uniforme". Esto indica que algunos sectores y países han llevado a la conversión analógica-digital más fácilmente que a otros. Concluye que "los formuladores de políticas necesitan desarrollar planes de conversión analógica-digital en todos los sectores que tengan en cuenta el impacto variable por nivel de desarrollo económico y del sector".
Un informe de 2015 por MIT Center for Digital Business y Deloitte concluyó que "los negocios digitales maduros están enfocados en la integración de tecnologías digitales, tales como social, móvil, analítica y nube, al servicio de la transformación de cómo se hacen los negocios. En cambio negocios menos maduros están centrados en solucionar problemas empresariales discretos con tecnologías digitales individuales."

## La digitalización en España
En el 2018 el España fue, junto con Irlanda, el país que más progresó en digitalización según el Índice de Economía y Sociedad Digital (DESI), informe elaborado por la Comisión Europea. En ese año, España, ocupó el décimo puesto, mejorando dos puestos el último dato del 2017, por delante de Alemania, Francia o Italia, pero alejado de los líderes de la tabla, Dinamarca, Suecia, Finlandia, Países Bajos y Reino Unido.
El informe destacó que los resultados fueron buenos en conectividad gracias a la amplia disponibilidad de redes de banda ancha fija y móvil y a su progresiva  implantación. Las empresas aprovechaban al máximo los avances de las tecnologías digitales y recurrían cada vez más a las redes sociales, las facturas electrónicas, los servicios en la nube y el comercio electrónico. Y figuró en las posiciones más altas en administración electrónica. El DESI también destacó negativamente otros aspectos, como que pese a la mejora en capital humano y el uso de servicios de la Red, España aún se situaba ligeramente por debajo de la media, dos puntos exactamente. En concreto, una quinta parte de los españoles no estaban aún en línea y cerca de la mitad de sus ciudadanos carecían de competencias digítales básicas, aunque contaba con unas infraestructuras de acceso por encima de la media. Además, a pesar del aumento de la demanda en el mercado de trabajo, la oferta de especialistas TIC seguía estando por debajo de la media de la Unión Europea.
Banca, telecomunicaciones, retail y turismo eran los sectores más adelantados, todos ellos del tercer sector, seguidos de la industria, el transporte, el sector público y el energético. Mientas que la construcción y la educación iban a la cola. Los sectores denominados B2C (de negocio a consumidor), se transformaron durante los años posteriores al estudio del 2018, buscaban la retención o nuevos usuarios a través de una mejor experiencia gracias al e-commerce o comercio electrónico.[cita requerida]
Las pymes (pequeñas y medianas empresas) son las que se encontraban en una situación baja, en concreto las que tenían menos de diez trabajadores. Y concretamente este tipo de empresas constituían el 99% del tejido empresarial en España. Según datos del INE, casi el 100% de las pymes contaban con herramientas TIC básicas, mientras que en las micropymes alcanzaba el 76%. En referencia a las redes sociales, cerca del 50% de las pymes las utilizaban, y apenas un 35% en las micropymes, y el uso de big data o los servicios de la nube, el 11,2% y el 24,6%, respectivamente, en las de más de 10 empleados, frente a solo el 7,4% en las de menos. Según informaba un informe del Observatorio Vodafone de la Empresa, solo el 14% de las pequeñas empresas contaban con un plan de digitalización, en comparación con el 70% de las grandes.
España, que desde 2020 potenció sus políticas de digitalización y transformación digital a través del Ministerio de Asuntos Económicos y Transformación Digital, en 2023 estableció un departamento en exclusiva para estas materias, el Ministerio de Transformación Digital.